# Teufelsberg
Teufelsberg je kopec v Berlíně navršený z válečných trosek. Na jeho vrcholu měla sídlo americko-britská odposlouchávací základna. Dnes jsou budovy ve zchátralém stavu, ale od února 2011 poprvé přístupné veřejnosti.

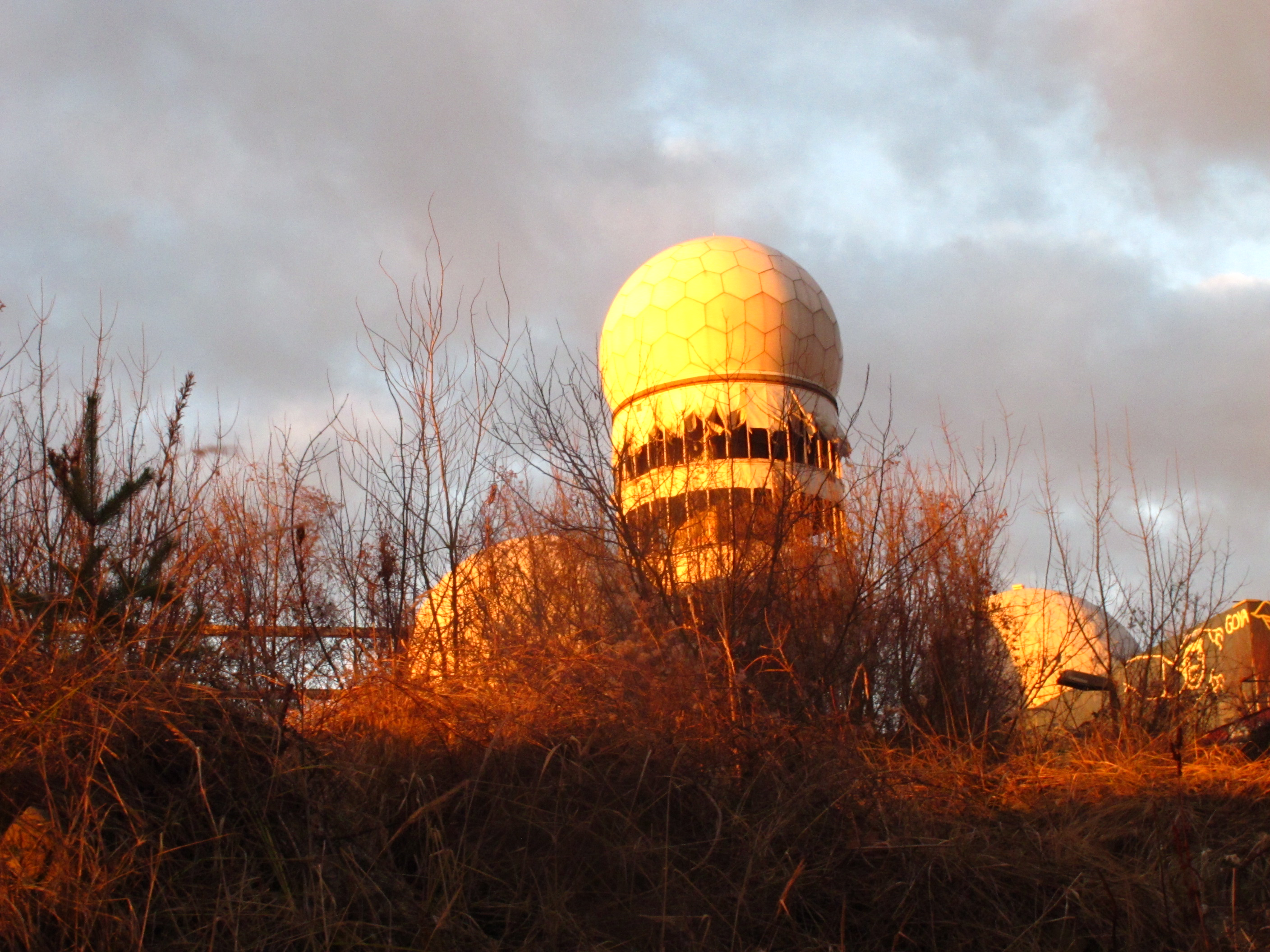
Teufelsberg – odposlouchávací stanice

## V době nacismu – vysokoškolský zbrojařský kampus
Na místě, kde se dnes nachází Teufelsberg (Čertův kopec), měl podle nacistických plánů v rámci projektu „Welthauptstadt Germania“ (hlavní město světa Germania) vzniknout vysokoškolský kampus. Na jeho realizaci se začalo pracovat již před válkou – v letech 1937 až 1940 byla vybudována hrubá stavba fakulty vojenské techniky.

## Po druhé světové válce – Berlíňané dobývají svůj kopec

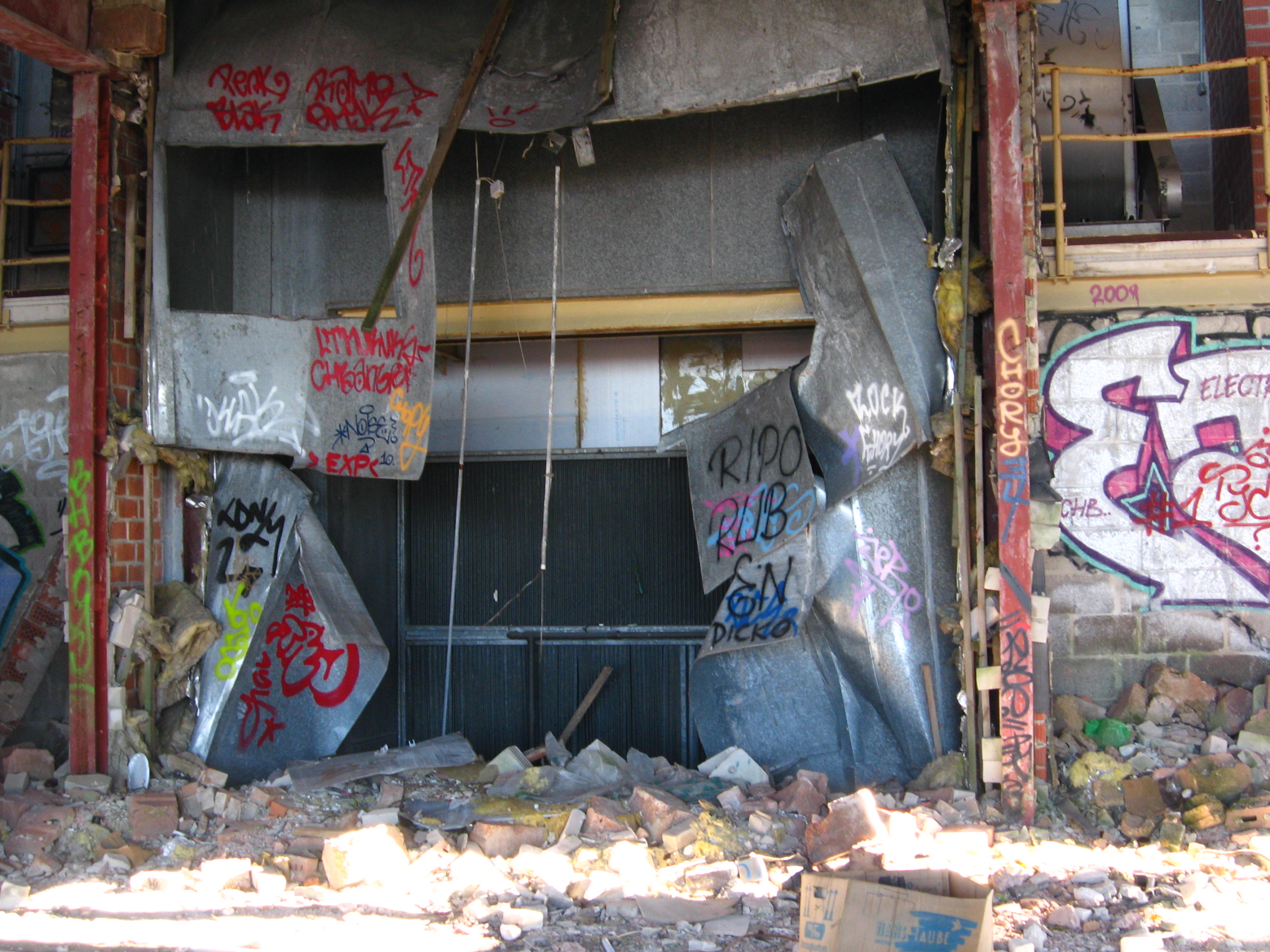
Americká budova zevnitř

Krátce po druhé světové válce byla hrubá stavba vysoké školy částečně odstřelena a použita jako stavební materiál. Zbytky budovy byly od roku 1950 postupně plněny sutí z trosek válkou zničeného města. Po dobu 22 let bylo na toto místo denně naváženo až 800 nákladních vozů suti – až 7 000 m³; 14. listopadu 1957 byl na vznikající horu dovezen desetimilionový kubík. Celkově sem do roku 1972 bylo navezeno 26 miliónů metrů krychlových suti, což odpovídá přibližně třetině všech berlínských poválečných trosek (tzn. asi 15 000 budov). V roce 1972 byl celý pozemek osazen stromy a celkově zkultivován. Hned poté začal být Teufelsberg využíván jako sportovní areál. Mohli jste tu najít nejen horolezeckou stěnu, která se zachovala dodnes, ale např. i sáňkařskou dráhu, lyžařský skokánek a dokonce i vlek. Ten ale musel být odstraněn, protože rušil rádiovou komunikaci Spojenců. U příležitosti oslav 750. výročí Berlína se tu dokonce konal světový pohár ve slalomu. Dnes tu ještě najdeme i „sjezdovku“, na které si berlínští milovníci zimních sportů mohou při dostatku sněhu užívat. V 70. letech byla na jižním svahu Teufelsbergu založena vinice, z jejíchž hroznů bylo ještě v 80. letech vyráběno víno s příznačným názvem „Wilmersdorfer Teufelströpfchen“ (Wilmersdorfské čertovy kapky). V roce 1984 byla ale vinice přemístěna na zimní stadion Wilmersdorf.

## Během studené války – odposlouchávání na „T'Bergu“

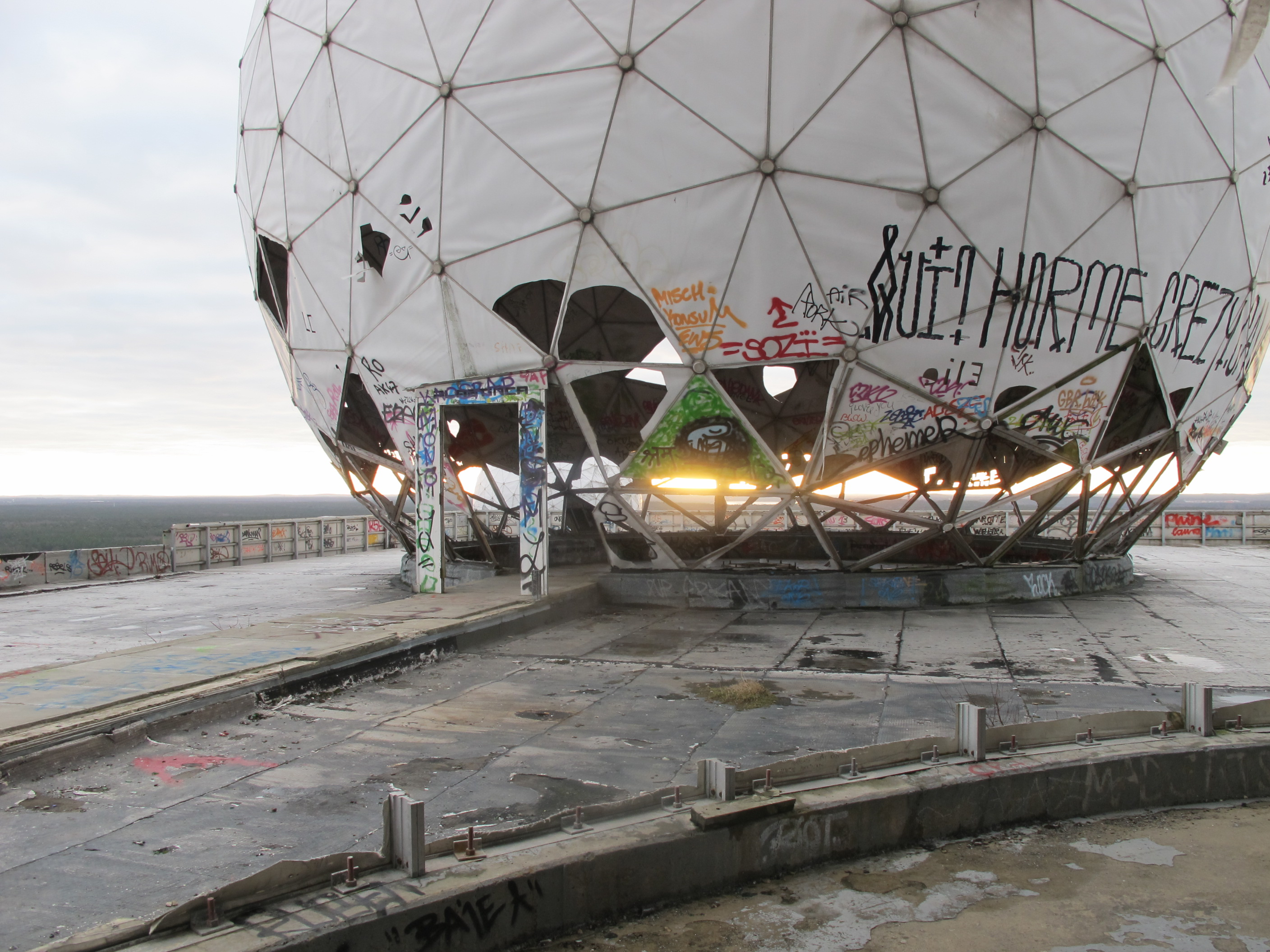
Radarová věž

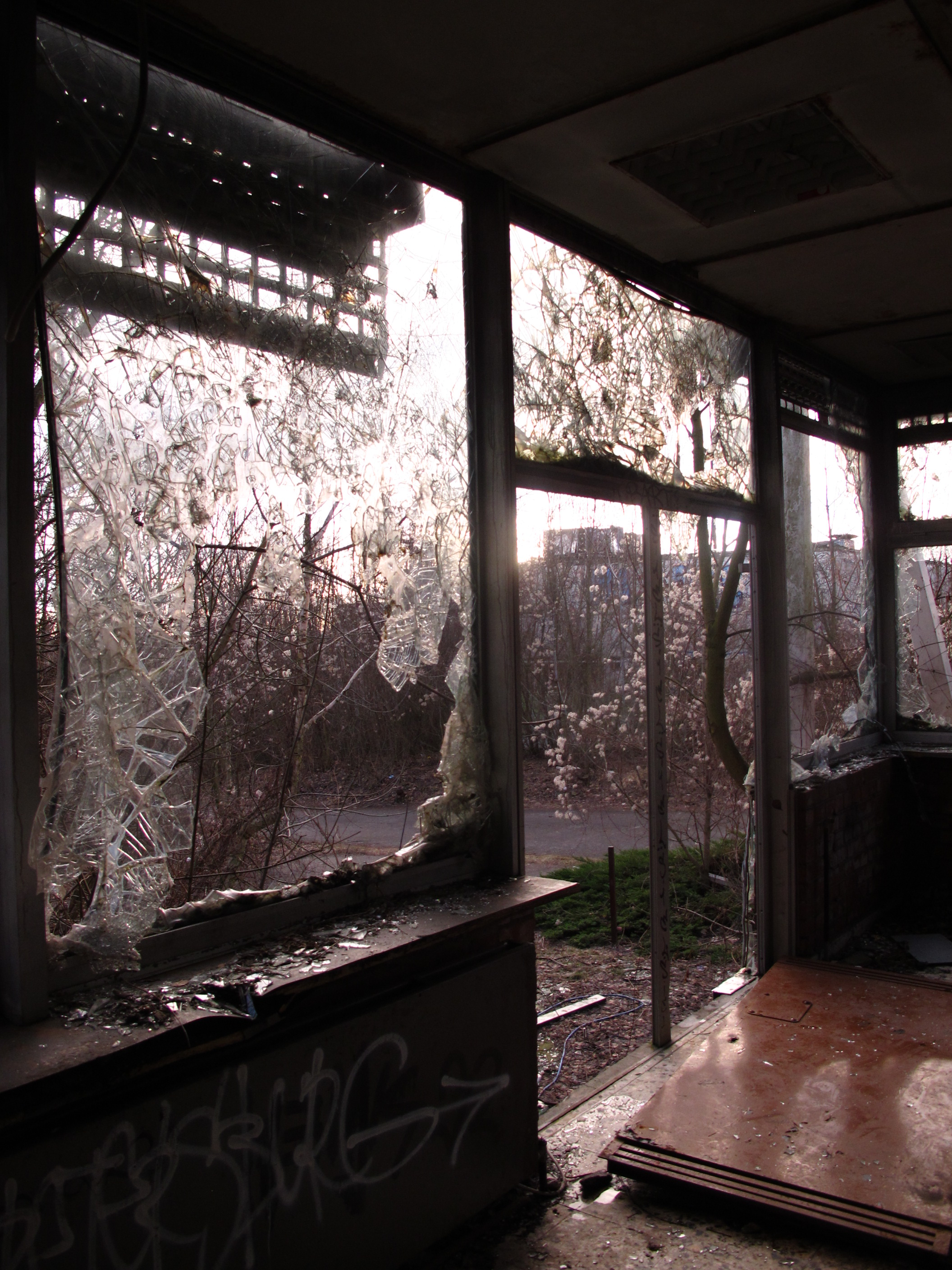

Ale Teufelsberg neobjevili jen příznivci volnočasových aktivit. Již od roku 1957 obsadila vrchol kopce americká armáda, jelikož jako nejvyšší místo v Berlíně byl Teufelsberg ideálním místem pro umístění odposlouchávací stanice. Zpočátku pouze mobilní zařízení určené k monitorování vzdušného prostoru – zejména tří leteckých koridorů mezi Berlínem a Spolkovou republikou – bylo brzo nahrazeno stálými budovami. K nim bylo v průběhu času přistavěno pět kopulí s anténami (nejvyšší radarová věž měří 69 m), které sloužily od dob studené války hluboko do období Varšavské smlouvy k monitorování dění ve vzdušném prostoru. Kromě Teufelsbergu (v americkém žargonu nazývaného T´Berg) byly odposlouchávací stanice také v Marienfelde, na letišti Tempelhof a na letišti Gatow. Stanice byly součástí americké celosvětové špionážní sítě „Echelon“. Vojáky za prací na Teufelsberg svážely kyvadlové autobusové linky z jejich kasáren (Britové přijížděli z Gatow – dnešních kasáren generála Steinhoffa, Američané většinou z Andrews-Baracks nebo McNair-Baracks ve čtvrti Lichterfelde). Bylo tu i parkoviště pro vysoce postavené zaměstnance. Vojáci pracovali ve třech směnách v průběhu celého dne – 8–17h, 17–23h a 23–8h. Dobové zprávy hovoří o 800 – 1 500 nasazených vojácích denně. Vojáci museli pracovat 9 hodin denně bez denního světla (a většinou bez delších pauz), protože kancelářské budovy neměly okna, aby zvenku nebylo možné pozorovat, co se uvnitř odehrává.

### Případ Yildrim
Až do roku 2003 seděl Turek Hüseyin Yildirim (známý pod krycím jménem „Blitz“ – blesk) v americkém vězení. Jakožto spolupracovník Stasi působil jako mechanik v amerických kasárnách v Lichterfelde. Osobně nikdy nevstoupil na Teufelsberg, ale jako mechanik se spřátelil s mnoha vojáky působícími na Teufelsbergu a takto získané tajné informace potom prodával do východního Berlína. Roku 1988 byl zatčen. Svědek procesu byl toho názoru, že Stasi nemusela informace získávat tak komplikovaně. Protože údajně, jakmile někdo získal povolení k přístupu na Teufelsberg, bylo tam něco ukrást jednodušší než v knihkupectví – na Teufelsbergu totiž platilo heslo „Důvěra je lepší než kontrola.“

## Od odchodu Spojenců do dnešní doby
Jakmile se po pádu Sovětského svazu stala odposlouchávací stanice zbytečnou, stáhli se Američani i Britové z Teufelsbergu pryč. Ještě před pádem zdi bylo naplánováno stanici do roku 1995 zmodernizovat a rozšířit. Původní budovy tedy zůstaly stát, případně byly zrenovovány a v některých byly nainstalovány nové radary. Vše tak, aby od roku 1989 mohly být používány k monitorování civilního letového provozu. Zároveň se ale hledaly možnosti dalšího civilního využití areálu – Berlínský senát prodal pozemek o rozloze téměř 15 000 metrů čtverečních za 5,2 milionů marek kolínské investiční společnosti. Od roku 1998 existovaly plány na zřízení kongresového hotelu, muzea doby studené války, exkluzivních bydlení: loftů a vil a výletní restaurace. Projekt měl být (jak stojí na informační tabuli u vchodu) dokončen do roku 2002. Ale kvůli velkému odporu obyvatel a ochránců přírody a extrémně rostoucím nákladům na stavbu nebyl uskutečněn. Do zastavení prací byl v 2. patře americké provozní a radarové budově realizován pouze ukázkový loftový byt a na východním okraji areálu mj. základy pro vily a garáže.

## Nápady do budoucnosti
Ruiny staveb byly hlídány až do roku 2003, kdy bylo střežení z finančních důvodů přerušeno. To vedlo k masivnímu navýšení vandalismu. Roku 2005 se střežení objektu ujala bezpečnostní agentura, ale plot chránící pozemek je neustále znovu a znovu narušován a vandalismu nelze lehce zabránit. Vzhledem k tomu, že do konce roku 2004 nebyly stavební práce dokončeny, propadlo stavební povolení a od dubna 2006 je pozemek podle berlínského územního plánu „lesním pozemkem“, žádné další stavební práce na něm tedy nemohou být realizovány. Centrum pro ochranu přírody u Teufelssee požaduje zbourání všech budov s výjimkou impozantní radarové věže a uvedení pozemku do přírodního stavu. Na to by ale pozemek musel být nejdříve zpět odkoupen státem, což ale senát odmítá, protože na pozemku vázne dluh 33 mil. Euro. V roce 2008 plánovala koupi pozemku nadace Maharishi a očekávala, že jí městská čtvrť udělí stavební povolení na projekt védské „univerzity míru“. Mělo být zastavěno celkově 24 000 m², dle plánu měla vzniknout 12 patrová věž (50 m vysoká), která měla být nazvána „Věž neporazitelnosti“ a měla sloužit jako pomník německého sjednocení. Projekt chtěl finančně podpořit režisér David Lynch a na Teufelsbergu položil symbolický základní kámen. Koncem roku 2008 předala nadace Maharashi odpovědnost za stavbu „univerzity míru“ úřadu spolkového kancléře s odůvodněním, že zprostředkovává pouze vědění. Spolkové kancléřství ale projekt nikdy nepodpořilo. Současný majitel 15. února 2011 oznámil, že by budovy odposlouchávací stanice rád zachoval a začlenil pod ochranu památkové péče. Rád by objekty zkultivoval a na pozemku zřídil výletní hostinec, špionážní muzeum a zároveň zrealizoval původní ideu loftových bytů v objektu. V současnosti působí v letních měsících na pozemku umělecká skupina a pozemek je střežen bezpečnostní službou. Od 13. února 2011 je poprvé v historii díky prohlídkám možné na pozemky bývalé odposlouchávací stanice Teufelsberg legálně vstoupit. V listopadu 2018 byl vstup do areálu zpoplatněn a otevírací doba byla 11 – 16:30. Díry v oplocení byly opraveny a těžko šlo najít skulinu, kudy by se dalo vstoupit do areálu jinak, než mimo hlavní bránu.

## Odraz v kultuře
Odposlouchávací stanice Teufelsberg se stala jedním z dějišť německé filmové minisérie „Pod jedním nebem“, ve které se k tajným informacím ze základny snaží dostat agent-Romeo nasazený východoněmeckou Stasi na dvě ženské pracovnice komplexu.
Opuštěné americké základně se rovněž věnuje druhý díl dokumentárního seriálu „Zapomenuté megastavby“.